# Bradysia diabolica
Bradysia diabolica är en tvåvingeart som först beskrevs av Franz Lengersdorf 1938.  Bradysia diabolica ingår i släktet Bradysia och familjen sorgmyggor.
Artens utbredningsområde är Kongo. Inga underarter finns listade i Catalogue of Life.